# Marché automobile français en 2009
Marché automobile français par année
- 2005
- 2006
- 2007
- 2008
- 2009
- 2010
- 2011
- 2012
- 2013

Le marché automobile français des voitures particulières en 2009 s'est établi à 2 268 730 unités vendues, soit une hausse de 10,7 % en données brutes, et 11,1 % en jours ouvrables comparable (252 contre 253 en 2008), par rapport à 2008. Il faut remonter à 1990 pour trouver un tel niveau de ventes.
Le marché automobile français a pu ainsi progresser grâce à trois facteurs principaux :
- La poursuite de la politique du bonus-malus écologique, qui a continué à favoriser la vente des petits modèles.
- L'instauration de l'aide à l'acquisition des véhicules propres, ou prime à la casse, instauré dès décembre 2008. Cette aide a permis de vendre près de 600 000 véhicules[2], au lieu des 220 000 prévus par le gouvernement. Les premiers bénéficiaires ont été les constructeurs français[2]. Le gouvernement a décidé de la maintenir pendant quelques mois en 2010[3].
- Les constructeurs ont pratiqué d'importantes promotions qui s'ajoutent aux aides de l'État.

Parmi les constructeurs qui ont bénéficié des aides, on trouve les marques tricolores : Renault (+12,4 %), Peugeot (+9,8 %) et Citroën (+17,4 %). Mais aussi Fiat (+10,9 %), Ford (+18,7 %), Nissan (+19,9 %), sans oublier Chevrolet qui double ses ventes, Hyundai (+16,6 %) ou encore Kia (+34,4 %).
Dans le très haut de gamme, les marques ont dans l'ensemble progressé comme Ferrari (+50,2 %), Lamborghini (+25 %), Rolls-Royce (+120 %) ou encore Bugatti (+100 %).
À l'inverse, certains constructeurs s'effondrent, comme Chrysler (-56,3 %), Land Rover (-23,5 %), Jeep (-48,1 %), Dodge (-47 %), Saab (-50 %) ou encore Jaguar (-30,3).

## Ventes par mois
| Mois      | Ventes    | Comp. 2008 |
| --------- | --------- | ---------- |
| Janvier   | 149 385   | -7,9 %     |
| Février   | 152 154   | -14,8 %    |
| Mars      | 204 095   | +8,1 %     |
| Avril     | 184 706   | -7 %       |
| Mai       | 206 387   | +11,9 %    |
| Juin      | 235 407   | +7,1 %     |
| Juillet   | 188 635   | +3,1 %     |
| Août      | 110 607   | +7 %       |
| Septembre | 183 248   | +14,1 %    |
| Octobre   | 210 140   | +20,1 %    |
| Novembre  | 216 452   | +48,4 %    |
| Décembre  | 228 451   | +48,6 %    |
| TOTAL     | 2 268 730 | +10,7 %    |

## Classement par groupes
| Groupe                 | Ventes    | Comp. 2008 | Part de marché |
| ---------------------- | --------- | ---------- | -------------- |
| 1. PSA Peugeot Citroën | 717 474   | +13,3 %    | 31,62 %        |
| 2. Groupe Renault      | 566 222   | +14,9 %    | 24,96 %        |
| 3.Volkswagen AG        | 259 213   | +5,9 %     | 11,43 %        |
| 4. Groupe Ford         | 145 063   | +17,8 %    | 6,39 %         |
| 5. General Motors      | 111 978   | +9,5 %     | 4,94 %         |
| 6. Groupe Fiat         | 99 414    | +11,6 %    | 4,38 %         |
| 7. Groupe Toyota       | 92 170    | -2 %       | 4,06 %         |
| 8. Groupe BMW          | 61 169    | -10,2 %    | 2,70 %         |
| 9. Daimler AG          | 58 779    | -2,3 %     | 2,59 %         |
| 10. Nissan             | 45 898    | +20,2 %    | 2,02 %         |
| 11. Groupe Hyundai     | 42 662    | +24,8 %    | 1,88 %         |
| 12. Groupe Chrysler    | 3 623     | -50,5 %    | 0,16 %         |
| 13. Divers             | 65 065    | +31,4 %    | 2,87 %         |
| MARCHÉ                 | 2 268 730 | +10,7 %    | 100 %          |

Aides :
- PSA Peugeot Citroën :
  - Peugeot.
  - Citroën.
- Groupe Renault :
  - Renault.
  - Dacia.
- Volkswagen AG :
  - Volkswagen.
  - Audi.
  - Seat.
  - Škoda.
  - Porsche.
  - Bentley.
  - Lamborghini.
  - Bugatti.
- Groupe Ford :
  - Ford.
  - Volvo.
- General Motors :
  - Opel.
  - Chevrolet.
  - Saab.
  - Cadillac.
  - Corvette.
  - Hummer.
- Groupe Toyota :
  - Toyota.
  - Lexus.
  - Daihatsu.
- Groupe Fiat :
  - Fiat.
  - Alfa Romeo.
  - Lancia.
  - Abarth.
  - Ferrari.
  - Maserati.
- Groupe BMW :
  - BMW.
  - Mini.
  - Rolls-Royce.
- Daimler AG :
  - Mercedes.
  - Smart.
  - Maybach.
- Groupe Nissan :
  - Nissan.
  - Infiniti.
- Groupe Hyundai :
  - Hyundai.
  - Kia.
- Groupe Chrysler :
  - Chrysler.
  - Jeep.
  - Dodge.

## Classement par marques
| Marques          | Ventes    | Comp. 2007 | Part de marché |
| ---------------- | --------- | ---------- | -------------- |
| 1. Renault       | 505 503   | +12,5 %    | 22,28 %        |
| 2. Peugeot       | 377 658   | +9,8 %     | 16,65 %        |
| 3. Citroën       | 339 816   | +17,4 %    | 14,98 %        |
| 4. Volkswagen    | 150 370   | +4,1 %     | 6,63 %         |
| 5. Ford          | 133 064   | +18,7 %    | 5,87 %         |
| 6. Opel          | 89 258    | -0,6 %     | 3,93 %         |
| 7. Toyota        | 88 234    | -2 %       | 3,89 %         |
| 8. Fiat          | 81 264    | +10,9 %    | 3,58 %         |
| 9. Dacia         | 60 719    | +39,5 %    | 2,68 %         |
| 10. Mercedes     | 50 860    | -1,2 %     | 2,24 %         |
| 11. Audi         | 49 237    | +2,3 %     | 2,17 %         |
| 12. Nissan       | 45 750    | +19,9 %    | 2,02 %         |
| 13. BMW          | 43 393    | -11,7 %    | 1,91 %         |
| 14. Seat         | 38 362    | +10,3 %    | 1,69 %         |
| 15. Suzuki       | 29 020    | +14,7 %    | 1,28 %         |
| 16. Hyundai      | 21 505    | +16,6 %    | 0,95 %         |
| 17. Kia          | 21 157    | +34,4 %    | 0,93 %         |
| 18. Chevrolet    | 21 019    | +132,8 %   | 0,93 %         |
| 19. Škoda        | 19 002    | +9,3 %     | 0,84 %         |
| 20. Mini         | 17 765    | -6,5 %     | 0,78 %         |
| 21. Honda        | 14 599    | +18,1 %    | 0,64 %         |
| 22. Mazda        | 12 959    | -3,2 %     | 0,57 %         |
| 23. Volvo        | 11 999    | +9,2 %     | 0,53 %         |
| 24. Alfa Romeo   | 11 732    | +13,8 %    | 0,52 %         |
| 25. Smart        | 7 919     | -8,7 %     | 0,35 %         |
| 26. Lancia       | 4 839     | +1,6 %     | 0,21 %         |
| 27. Land Rover   | 2 417     | -23,5 %    | 0,11 %         |
| 28. Mitsubishi   | 2 128     | -17 %      | 0,09 %         |
| 29. Porsche      | 2 106     | +29 %      | 0,09 %         |
| 30. Lexus        | 2 029     | -7,9 %     | 0,09 %         |
| 31. Daihatsu     | 1 907     | +3,5 %     | 0,08 %         |
| 32. Saab         | 1 585     | -50 %      | 0,07 %         |
| 33. Subaru       | 1 393     | +13 %      | 0,06 %         |
| 34. Dodge        | 1 358     | -47 %      | 0,06 %         |
| 35. Jeep         | 1 180     | -48,1 %    | 0,05 %         |
| 36. Jaguar       | 1 168     | -30,3 %    | 0,05 %         |
| 37. Chrysler     | 1 085     | -56,3 %    | 0,05 %         |
| 38. Abarth       | 1 021     | +308,4 %   | 0,05 %         |
| 39. SsangYong    | 472       | -20 %      | 0,02 %         |
| 40. Ferrari      | 314       | +50,2 %    | 0,01 %         |
| 41. Maserati     | 244       | -6,5 %     | 0,01 %         |
| 42. Lotus        | 232       | +37,3 %    | 0,01 %         |
| 43. Aston Martin | 174       | -25,3 %    | 0,01 %         |
| 44. Infiniti     | 148       | +572,7 %   | 0,01 %         |
| 45. Santana      | 99        | -31,3 %    | -              |
| 46. Lada         | 98        | -44,3 %    | -              |
| 47. Morgan       | 85        | +2,4 %     | -              |
| 48. Bentley      | 77        | =          | -              |
| 49. Lamborghini  | 55        | +25 %      | -              |
| 50. Caterham     | 53        | -31,2 %    | -              |
| 51. Hummer       | 52        | -18,8 %    | -              |
| 52. Corvette     | 44        | -61,1 %    | -              |
| 53. PGO          | 40        | +150 %     | -              |
| 54. Secma        | 32        | +166,7 %   | -              |
| 55. Cadillac     | 20        | -78 %      | -              |
| 56. KTM          | 18        | Nouveauté  | -              |
| 57. Rolls-Royce  | 11        | +120 %     | -              |
| 58. Tesla Motors | 10        | Nouveauté  | -              |
| 59. Westfield    | 16        | Nouveauté  | -              |
| 60. Bugatti      | 4         | +100 %     | -              |
| Divers           | 62        | -          | -              |
| MARCHÉ           | 2 268 730 | +10,7 %    | 100 %          |

## Classement des 300 premiers modèles
| Modèles                                | Ventes    | Comp. 2008  | Part de marché |
| -------------------------------------- | --------- | ----------- | -------------- |
| 1. Peugeot 207                         | 131 333   | -3,6 %      | 5,79 %         |
| 2. Renault Clio III                    | 126 167   | -2,5 %      | 5,56 %         |
| 3. Renault Twingo                      | 107 367   | +64,3 %     | 4,73 %         |
| 4. Peugeot 308                         | 83 267    | +1,5 %      | 3,67 %         |
| 5. Renault Mégane                      | 78 389    | +20,2 %     | 3,46 %         |
| 6. Renault Scénic                      | 75 010    | +0,7 %      | 3,31 %         |
| 7. Citroën C3                          | 74 796    | +25 %       | 3,30 %         |
| 8. Citroën C4 Picasso                  | 60 040    | -24,1 %     | 2,65 %         |
| 9. Peugeot 206                         | 51 029    | +61,2 %     | 2,25 %         |
| 10. Ford Fiesta                        | 50 603    | +32,9 %     | 2,23 %         |
| 11. Volkswagen Polo                    | 44 608    | +7,5 %      | 1,97 %         |
| 12. Volkswagen Golf                    | 41 775    | +21,5 %     | 1,84 %         |
| 13. Citroën C1                         | 40 726    | +62,9 %     | 1,80 %         |
| 14. Dacia Sandero                      | 39 780    | +322,3 %    | 1,75 %         |
| 15. Peugeot 107                        | 39 607    | +48,3 %     | 1,75 %         |
| 16. Renault Modus                      | 37 252    | +6,3 %      | 1,64 %         |
| 17. Citroën C4                         | 36 636    | -14,1 %     | 1,61 %         |
| 18. Opel Corsa                         | 35 920    | +1,6 %      | 1,58 %         |
| 19. Citroën C5 II                      | 32 209    | +61,8 %     | 1,25 %         |
| 20. Citroën C3 Picasso                 | 30 948    | +10992,5 %  | 1,36 %         |
| 21. Toyota Yaris                       | 29 931    | -3,6 %      | 1,32 %         |
| 22. Fiat 500                           | 24 576    | +19,9 %     | 1,08 %         |
| 23. Renault Laguna                     | 24 377    | -26,2 %     | 1,07 %         |
| 24. Seat Ibiza                         | 24 067    | +30,9 %     | 1,06 %         |
| 25. Peugeot 3008                       | 23 564    | +15402,6 %  | 1,04 %         |
| 26. Fiat Panda                         | 21 017    | +53,4 %     | 0,93 %         |
| 27. Dacia Logan                        | 20 939    | -38,6 %     | 0,92 %         |
| 28. Nissan Qashqai                     | 20 881    | +16,9 %     | 0,92 %         |
| 29. Renault Kangoo II                  | 20 642    | -4 %        | 0,91 %         |
| 30. Citroën C2                         | 20 268    | +5,4 %      | 0,89 %         |
| 31. Renault Clio Campus                | 20 099    | -13,5 %     | 0,89 %         |
| 32. Ford C-Max                         | 19 356    | -18,6 %     | 0,85 %         |
| 33. Fiat Grande Punto                  | 19 315    | -2,5 %      | 0,85 %         |
| 34. Mini                               | 17 765    | -6,5 %      | 0,78 %         |
| 35. Citroën Berlingo II                | 17 607    | +22,5 %     | 0,78 %         |
| 36. Ford Focus                         | 17 578    | -4 %        | 0,77 %         |
| 37. Peugeot Partner                    | 16 567    | +15,6 %     | 0,73 %         |
| 38. Audi A3                            | 16 246    | -7 %        | 0,72 %         |
| 39. Ford Ka                            | 16 226    | +862,9 %    | 0,72 %         |
| 40. BMW Série 1                        | 15 928    | -6,6 %      | 0,70 %         |
| 41. Volkswagen Touran                  | 15 663    | -18,4 %     | 0,69 %         |
| 42. BMW Série 3                        | 15 127    | -15,2 %     | 0,67 %         |
| 43. Peugeot 407                        | 14 221    | -44,9 %     | 0,63 %         |
| 44. Audi A4                            | 14 173    | -18,5 %     | 0,85 %         |
| 45. Suzuki Swift                       | 13 749    | -1,6 %      | 0,61 %         |
| 46. Opel Meriva                        | 13 314    | -3,3 %      | 0,59 %         |
| 47. Volkswagen Passat                  | 13 249    | -23,8 %     | 0,58 %         |
| 48. Toyota Aygo                        | 12 675    | -12,6 %     | 0,56 %         |
| 49. Citroën Xsara Picasso              | 12 115    | -20,9 %     | 0,53 %         |
| 50. Mercedes Classe A                  | 12 050    | +4,8 %      | 0,53 %         |
| 51. Mercedes Classe B                  | 11 147    | -8,1 %      | 0,49 %         |
| 52. Opel Agila                         | 10 906    | +143,1 %    | 0,48 %         |
| 53. Volkswagen Tiguan                  | 10 694    | +22,5 %     | 0,47 %         |
| 54. Mercedes Classe C                  | 10 512    | -24,5 %     | 0,46 %         |
| 55. Nissan Micra                       | 10 498    | +3,8 %      | 0,46 %         |
| 56. Opel Zafira                        | 10 277    | -38,1 %     | 0,45 %         |
| 57. Chevrolet Matiz                    | 9 678     | +139,5 %    | 0,43 %         |
| 58. Opel Astra                         | 9 072     | -37,6 %     | 0,40 %         |
| 59. Hyundai i10                        | 9 070     | +99,7 %     | 0,40 %         |
| 60. Škoda Fabia                        | 8 972     | +15,2 %     | 0,40 %         |
| 61. Citroën Nemo Combi                 | 8 845     | +2391,5 %   | 0,39 %         |
| 62. Toyota Auris                       | 8 520     | -32,6 %     | 0,38 %         |
| 63. Chevrolet Aveo                     | 8 262     | +615,3 %    | 0,36 %         |
| 64. Opel Insignia                      | 7 977     | +12364,1 %  | 0,35 %         |
| 65. Ford Mondeo                        | 7 944     | -15,9 %     | 0,35 %         |
| 66. Ford Fusion                        | 7 941     | -22,1 %     | 0,35 %         |
| 67. Smart Fortwo                       | 7 919     | -8,5 %      | 0,35 %         |
| 68. Kia Picanto                        | 7 711     | +109,8 %    | 0,34 %         |
| 69. Alfa Romeo MiTo                    | 7 433     | +368,4 %    | 0,33 %         |
| 70. Nissan Note                        | 7 429     | +1,6 %      | 0,33 %         |
| 71. Toyota Rav4                        | 7 127     | -5 %        | 0,31 %         |
| 72. Ford Kuga                          | 6 789     | +130,4 %    | 0,30 %         |
| 73. Seat León                          | 6 769     | -13,3 %     | 0,30 %         |
| 74. Toyota iQ                          | 6 398     | +213166,7 % | 0,28 %         |
| 75. Toyota Prius                       | 6 355     | +5,2 %      | 0,28 %         |
| 76. Mercedes Classe E                  | 6 220     | +93,4 %     | 0,27 %         |
| 77. Renault Espace                     | 6 143     | -22,4 %     | 0,27 %         |
| 78. Audi Q5                            | 6 055     | +1075,7 %   | 0,27 %         |
| 79. Mazda 2                            | 5 834     | +5,8 %      | 0,26 %         |
| 80. Honda Civic                        | 5 782     | -8,2 %      | 0,25 %         |
| 81. Volkswagen Scirocco                | 5 656     | +526,4 %    | 0,25 %         |
| 82. Škoda Octavia                      | 5 579     | -5,3 %      | 0,25 %         |
| 83. Audi A5                            | 5 467     | +66,9 %     | 0,24 %         |
| 84. Kia cee'd                          | 5 344     | -13,1 %     | 0,24 %         |
| 85. Suzuki Alto                        | 5 322     | Nouveauté   | 0,23 %         |
| 86. Volkswagen Golf Plus               | 4 971     | -27,3 %     | 0,22 %         |
| 87. Toyota Verso                       | 4 790     | Nouveauté   | 0,21 %         |
| 88. Toyota Avensis                     | 4 678     | -16,6 %     | 0,21 %         |
| 89. Renault Koleos                     | 4 630     | -23,1 %     | 0,20 %         |
| 90. Ford S-Max                         | 4 497     | -10,7 %     | 0,20 %         |
| 91. Suzuki Splash                      | 4 406     | +57,9 %     | 0,19 %         |
| 92. Toyota Corolla Verso               | 4 300     | -58,3 %     | 0,19 %         |
| 93. Honda Jazz                         | 4 266     | +109,9 %    | 0,19 %         |
| 94. Seat Altea                         | 4 251     | -13 %       | 0,19 %         |
| 95. Peugeot Bipper Tepee               | 4 098     | +24005,9 %  | 0,18 %         |
| 96. Hyundai i30                        | 4 061     | -3,4 %      | 0,18 %         |
| 97. Nissan Pixo                        | 3 992     | Nouveauté   | 0,18 %         |
| 98. Peugeot 1007                       | 3 983     | -42,2 %     | 0,18 %         |
| 99. Renault Trafic                     | 3 833     | -22,8 %     | 0,17 %         |
| 100. Fiat Bravo                        | 3 749     | -48,1 %     | 0,17 %         |
| 101. Volkswagen Passat CC              | 3 673     | +56,8 %     | 0,16 %         |
| 102. Volvo XC60                        | 3 485     | +782,3 %    | 0,15 %         |
| 103. Audi A6                           | 3 299     | -17,8 %     | 0,15 %         |
| 104. BMW Série 5                       | 3 290     | -34 %       | 0,15 %         |
| 105. Kia Soul                          | 3 182     | +15810 %    | 0,14 %         |
| 106. Fiat Fiorino Qubo                 | 2 937     | +194,6 %    | 0,13 %         |
| 107. Fiat Punto                        | 2 810     | -2,8 %      | 0,12 %         |
| 108. Peugeot 5008                      | 2 754     | Nouveauté   | 0,12 %         |
| 109. Hyundai i20                       | 2 730     | +90900 %    | 0,12 %         |
| 110. Kia Rio                           | 2 512     | -13,2 %     | 0,11 %         |
| 111. Suzuki Jimny                      | 2 500     | -21,5 %     | 0,11 %         |
| 112. Mazda 3                           | 2 499     | -4,7 %      | 0,11 %         |
| 113. BMW X3                            | 2 398     | -28,1 %     | 0,11 %         |
| 114. BMW X5                            | 2 330     | -39,5 %     | 0,10 %         |
| 115. Mercedes CLC                      | 2 309     | +64,1 %     | 0,10 %         |
| 116. Volvo V50                         | 2 267     | -6,9 %      | 0,10 %         |
| 117. Mercedes GLK                      | 2 220     | +485,8 %    | 0,10 %         |
| 118. Lancia Delta                      | 2 176     | +91 %       | 0,10 %         |
| 119. Mercedes ML                       | 2 146     | -29,1 %     | 0,09 %         |
| 120. Volkswagen Fox                    | 2 123     | -23,3 %     | 0,09 %         |
| 121. Alfa Romeo 159                    | 2 109     | -39,6 %     | 0,09 %         |
| 122. Peugeot 4007                      | 2 097     | -22,2 %     | 0,09 %         |
| 123. Hyundai Getz                      | 2 096     | -47 %       | 0,09 %         |
| 124. Mazda 5                           | 2 088     | +0,5 %      | 0,09 %         |
| 125. Škoda Superb                      | 2 071     | +75,7 %     | 0,09 %         |
| 126. Volvo C30                         | 2 062     | -20,3 %     | 0,09 %         |
| 127. Volkswagen Eos                    | 1 981     | -31,3 %     | 0,09 %         |
| 128. Toyota Urban Cruiser              | 1 965     | Nouveauté   | 0,09 %         |
| 129. Honda CR-V                        | 1 918     | -25,3 %     | 0,08 %         |
| 130. Citroën C-Crosser                 | 1 913     | -15,4 %     | 0,08 %         |
| 131. Mazda 6                           | 1 823     | -28,4 %     | 0,08 %         |
| 132. Peugeot 807                       | 1 757     | -49,1 %     | 0,08 %         |
| 133. Audi TT                           | 1 749     | -13,9 %     | 0,08 %         |
| 134. Nissan X-Trail                    | 1 735     | -10,4 %     | 0,08 %         |
| 134ex. Škoda Roomster                  | 1 735     | -31,5 %     | 0,08 %         |
| 136. Fiat Punto Evo                    | 1 730     | Nouveauté   | 0,08 %         |
| 137. BMW X6                            | 1 729     | +76,6 %     | 0,08 %         |
| 138. Seat Exeo                         | 1 678     | Nouveauté   | 0,07 %         |
| 139. Honda Insight                     | 1 637     | Nouveauté   | 0,07 %         |
| 140. Volkswagen Caddy Life             | 1 633     | -21,6 %     | 0,07 %         |
| 141. Chevrolet Cruze                   | 1 579     | Nouveauté   | 0,07 %         |
| 142. Lancia Ypsilon                    | 1 503     | -7,9 %      | 0,07 %         |
| 143. Suzuki SX4                        | 1 489     | -26 %       | 0,07 %         |
| 144. Lexus RX                          | 1 458     | +18,2 %     | 0,06 %         |
| 145. Suzuki Grand Vitara 2             | 1 455     | -48,7 %     | 0,06 %         |
| 146. Saab 9-3                          | 1 435     | -50,7 %     | 0,06 %         |
| 147. Citroën C8                        | 1 430     | -35,4 %     | 0,06 %         |
| 148. Hyundai Tucson                    | 1 427     | -32,3 %     | 0,06 %         |
| 149. Peugeot Expert                    | 1 321     | -7 %        | 0,06 %         |
| 150. Toyota Land Cruiser               | 1 309     | -44 %       | 0,06 %         |
| 151. Alfa Romeo 147                    | 1 297     | -64,5 %     | 0,06 %         |
| 152. Audi Q7                           | 1 288     | -33,3 %     | 0,06 %         |
| 153. Fiat Scudo                        | 1 283     | +1,7 %      | 0,06 %         |
| 154. Fiat Doblo                        | 1 259     | -28,8 %     | 0,06 %         |
| 155. Volkswagen Transport              | 1 126     | -35,6 %     | 0,07 %         |
| 156. Peugeot 607                       | 1 118     | -43,8 %     | 0,05 %         |
| 157. Land Rover Freelander 2           | 1 112     | -21,6 %     | 0,05 %         |
| 158. Hyundai Santa Fe                  | 1 074     | -37,3 %     | 0,05 %         |
| 159. Ford Galaxy                       | 1 035     | -14,8 %     | 0,05 %         |
| 160. Volvo V70                         | 1 025     | -38,3 %     | 0,05 %         |
| 161. Renault Vel Satis                 | 1 020     | -23,8 %     | 0,04 %         |
| 162. Lancia Musa                       | 1 011     | -40,6 %     | 0,04 %         |
| 163. Chevrolet Captiva                 | 941       | -45,9 %     | 0,04 %         |
| 164. Citroën Jumpy                     | 936       | -33,4 %     | 0,04 %         |
| 165. Volkswagen Jetta                  | 928       | -14 %       | 0,04 %         |
| 166. Volkswagen New Beetle             | 913       | -24,2 %     | 0,04 %         |
| 167. Fiat Sedici                       | 888       | +24 %       | 0,04 %         |
| 168. Abarth 500                        | 877       | +336,3 %    | 0,04 %         |
| 169. Citroën C6                        | 844       | -34,5 %     | 0,04 %         |
| 170. BMW X1                            | 814       | Nouveauté   | 0,04 %         |
| 170ex. Volvo S40                       | 814       | -1,9 %      | 0,04 %         |
| 172. Mitsubishi Colt                   | 779       | -14,9 %     | 0,03 %         |
| 173. Kia Carens                        | 768       | -35,7 %     | 0,03 %         |
| 173ex. Porsche Cayenne                 | 768       | +42,5 %     | 0,03 %         |
| 175. Porsche 911                       | 765       | +8,1 %      | 0,03 %         |
| 176. Volvo XC90                        | 759       | -39,6 %     | 0,03 %         |
| 177. Mercedes Classe S                 | 755       | -13,3 %     | 0,03 %         |
| 178. Volkswagen Touareg                | 754       | -25,6 %     | 0,03 %         |
| 179. Seat Toledo                       | 713       | -52,2 %     | 0,03 %         |
| 180. Jaguar XF                         | 709       | -32,8 %     | 0,03 %         |
| 181. Honda Accord                      | 683       | -10,8 %     | 0,03 %         |
| 182. BMW Z4                            | 677       | +258,2 %    | 0,03 %         |
| 183. Mercedes CLS                      | 666       | -32,2 %     | 0,03 %         |
| 184. Audi Allroad                      | 665       | -31,2 %     | 0,03 %         |
| 185. Dodge Journey                     | 659       | +11,3 %     | 0,03 %         |
| 185ex. Mercedes Viano                  | 659       | -21,4 %     | 0,03 %         |
| 187. Land Rover Range Rover Sport      | 648       | -15,2 %     | 0,03 %         |
| 188. Škoda Yéti                        | 645       | Nouveauté   | 0,03 %         |
| 189. Kia Sportage                      | 643       | -38,7 %     | 0,03 %         |
| 190. Volvo S60                         | 642       | -21,3 %     | 0,03 %         |
| 191. Alfa Romeo GT                     | 628       | -44,3 %     | 0,03 %         |
| 192. Peugeot 307                       | 623       | -93,9 %     | 0,03 %         |
| 193. Fiat Croma                        | 593       | -47,8 %     | 0,03 %         |
| 194. Renault Master II                 | 574       | +0,2 %      | 0,03 %         |
| 195. Volkswagen Sharan                 | 569       | -6,6 %      | 0,03 %         |
| 196. Kia Carnival                      | 559       | +68,9 %     | 0,02 %         |
| 197. BMW Série 7                       | 557       | +19,8 %     | 0,02 %         |
| 198. Ford Tourneo Connect              | 553       | -33,5 %     | 0,02 %         |
| 199. Mercedes CLK                      | 548       | -36,1 %     | 0,02 %         |
| 200. Mercedes SLK                      | 545       | -19,5 %     | 0,02 %         |
| 201. Daihatsu Cuore                    | 542       | +81,9 %     | 0,02 %         |
| 202. Ford Transit                      | 533       | -8,9 %      | 0,02 %         |
| 203. Daihatsu Trevise                  | 520       | -21,8 %     | 0,02 %         |
| 204. Seat Córdoba                      | 510       | -66,3 %     | 0,02 %         |
| 205. Mitsubishi Lancer                 | 499       | +80,1 %     | 0,02 %         |
| 206. Volvo S80                         | 488       | +4,1 %      | 0,02 %         |
| 207. Opel Combo Tour                   | 486       | -24,2 %     | 0,02 %         |
| 208. Lexus IS                          | 485       | -30,7 %     | 0,02 %         |
| 209. Opel Antara                       | 461       | -36,1 %     | 0,02 %         |
| 209ex. Subaru Impreza                  | 461       | +34,4 %     | 0,02 %         |
| 211. Hyundai Matrix                    | 459       | -57,2 %     | 0,02 %         |
| 211ex. Mitsubishi Outlander            | 459       | -48,3 %     | 0,02 %         |
| 213. Fiat Idea                         | 458       | -34,6 %     | 0,02 %         |
| 214. Volvo C70                         | 457       | -15,5 %     | 0,02 %         |
| 215. Dodge Caliber                     | 443       | -65,8 %     | 0,02 %         |
| 216. Daihatsu Sirion                   | 441       | -1,8 %      | 0,02 %         |
| 217. Opel Vivaro                       | 437       | -43,5 %     | 0,02 %         |
| 218. Nissan Pathfinder                 | 421       | -11,7 %     | 0,02 %         |
| 219. Chrysler Voyager                  | 406       | -50,4 %     | 0,02 %         |
| 220. Subaru Forester                   | 398       | +57,3 %     | 0,02 %         |
| 221. Seat Alhambra                     | 374       | -45,6 %     | 0,02 %         |
| 222. Mazda MX-5                        | 368       | -27,3 %     | 0,02 %         |
| 223. Jeep Wrangler                     | 365       | -41,6 %     | 0,02 %         |
| 224. Fiat Multipla                     | 344       | -49,9 %     | 0,02 %         |
| 225. Mercedes Classe R                 | 332       | -40 %       | 0,01 %         |
| 226. Mercedes Vito                     | 318       | -15 %       | 0,01 %         |
| 226ex. Mitsubishi Pajero               | 318       | -22,1 %     | 0,01 %         |
| 228. Kia Sorento                       | 309       | +1,6 %      | 0,01 %         |
| 229. Jeep Compass                      | 299       | -47,3 %     | 0,01 %         |
| 230. Honda FR-V                        | 293       | -56,3 %     | 0,01 %         |
| 231. Subaru Justy                      | 290       | -10,2 %     | 0,01 %         |
| 232. Hyundai iX55                      | 285       | +1087,5 %   | 0,01 %         |
| 233. Citroën Jumper                    | 282       | -27,7 %     | 0,01 %         |
| 234. BMW Série 5 Gran Turismo          | 281       | Nouveauté   | 0,01 %         |
| 235. Mazda CX-7                        | 273       | +320 %      | 0,01 %         |
| 235ex. Nissan 370Z                     | 273       | Nouveauté   | 0,01 %         |
| 237. Chrysler 300C                     | 270       | -63,8 %     | 0,01 %         |
| 238. Opel Tigra Twin-Top               | 265       | -59,7 %     | 0,01 %         |
| 239. Land Rover Discovery              | 261       | -1,9 %      | 0,01 %         |
| 240. BMW Série 6                       | 259       | -44,2 %     | 0,01 %         |
| 241. Chrysler Sebring                  | 222       | -64,1 %     | 0,01 %         |
| 242. Chevrolet Lacetti                 | 220       | -52,4 %     | 0,01 %         |
| 243. Audi A8                           | 217       | -43 %       | 0,01 %         |
| 244. Fiat Ducato                       | 216       | -49,4 %     | 0,01 %         |
| 245. Land Rover Defender               | 215       | -56,7 %     | 0,01 %         |
| 246. Jaguar X-Type                     | 214       | -42,8 %     | 0,01 %         |
| 247. Porsche Cayman                    | 204       | -4,3 %      | 0,01 %         |
| 248. Alfa Romeo Brera                  | 203       | -35,4 %     | 0,01 %         |
| 249. Citroën DS3                       | 194       | Nouveauté   | 0,01 %         |
| 250. Daihatsu Materia                  | 191       | -7,3 %      | 0,01 %         |
| 251. Jaguar XK                         | 189       | +45,4 %     | 0,01 %         |
| 252. Porsche Boxster                   | 187       | +9,4 %      | 0,01 %         |
| 253. Dodge Nitro                       | 186       | -61 %       | 0,01 %         |
| 254. Chrysler PT Cruiser               | 185       | -37,5 %     | 0,01 %         |
| 255. Peugeot Boxer                     | 184       | -11,5 %     | 0,01 %         |
| 256. Porsche Panamera                  | 182       | Nouveauté   | 0,01 %         |
| 257. Land Rover Range Rover            | 181       | -16,2 %     | 0,01 %         |
| 257ex. Mercedes GL                     | 181       | -26,7 %     | 0,01 %         |
| 259. Jeep Cherokee                     | 171       | -47,7 %     | 0,01 %         |
| 259ex. Nissan GT-R                     | 171       | Nouveauté   | 0,01 %         |
| 261. Nissan Primastar                  | 169       | +168,3 %    | 0,01 %         |
| 262. Chevrolet Epica                   | 167       | -56,4 %     | 0,01 %         |
| 263. Chevrolet Nubira                  | 163       | -73,4 %     | 0,01 %         |
| 264. Maserati GranTurismo              | 156       | -1,3 %      | 0,01 %         |
| 265. Subaru Outback                    | 153       | -41,8 %     | 0,01 %         |
| 266. SsangYong Kyron                   | 151       | +16,2 %     | 0,01 %         |
| 267. Saab 9-5                          | 150       | -42,8 %     | 0,01 %         |
| 268. SsangYong Rexton                  | 147       | +13,1 %     | 0,01 %         |
| 269. Daihatsu Terios                   | 145       | -5,2 %      | 0,01 %         |
| 270. Abarth Grande Punto               | 144       | +193,9 %    | 0,01 %         |
| 271. Ferrari F430                      | 143       | +4,4 %      | 0,01 %         |
| 272. Lancia Phedra                     | 137       | -48,9 %     | 0,01 %         |
| 272ex. Lotus Elise                     | 137       | +21,2 %     | 0,01 %         |
| 274. Jeep Patriot                      | 133       | -56,8 %     | 0,01 %         |
| 275. SsangYong Rodius                  | 128       | -23,8 %     | 0,01 %         |
| 276. Jeep Grand Cherokee               | 125       | -64,9 %     | 0,01 %         |
| 277. Toyota Land Cruiser Station Wagon | 115       | -78,9 %     | 0,01 %         |
| 278. Ferrari California                | 107       | Nouveauté   | -              |
| 279. Hyundai Sonata                    | 102       | -56,6 %     | -              |
| 280. Aston Martin V8 Vantage           | 101       | -29,9 %     | -              |
| 281. Kia Magentis                      | 99        | -10 %       | -              |
| 281ex. Mercedes SL                     | 99        | -41,8 %     | -              |
| 281ex. Santana 300/350                 | 99        | -31,3 %     | -              |
| 284. Suzuki Ignis                      | 98        | -78,2 %     | -              |
| 285. Opel GT                           | 97        | -54,3 %     | -              |
| 286. Hyundai Coupé                     | 94        | -60,3 %     | -              |
| 287. Nissan Murano                     | 92        | -54,5 %     | -              |
| 288. Maserati Quattroporte             | 88        | -13,7 %     | -              |
| 289. Jeep Commander                    | 87        | -2,3 %      | -              |
| 289ex. Subaru Legacy                   | 87        | +74 %       | -              |
| 291. Lada Niva                         | 83        | -44,7 %     | -              |
| 292. Infiniti FX                       | 82        | +530,8 %    | -              |
| 293. Lotus Exige                       | 81        | +55,8 %     | -              |
| 294. Audi R8                           | 78        | -43,5 %     | -              |
| 295. Hyundai Satellite                 | 74        | -63,9 %     | -              |
| 296. Mitsubishi Grandis                | 73        | -4 %        | -              |
| 297. Morgan 4/4                        | 72        | -6,5 %      | -              |
| 298. Fiat Ulysse                       | 70        | -82,5 %     | -              |
| 299. Lexus GS                          | 69        | -60,6 %     | -              |
| 300. Mazda RX-8                        | 68        | +7,9 %      | -              |
| 301. Dodge Avenger                     | 67        | -65,8 %     | -              |
| 302. Daihatsu Copen                    | 66        | -1,5 %      | -              |
| 303. Peugeot RCZ                       | 64        | Nouveauté   | -              |
| 304. Mercedes CL                       | 58        | -54,3 %     | -              |
| 305. Ferrari 599 GTB Fiorano           | 56        | +19,2 %     | -              |
| 306. Jaguar XJ                         | 54        | -35,7 %     | -              |
| 307. Lamborghini Gallardo              | 52        | +44,4 %     | -              |
| 307ex. Toyota Hi-Ace                   | 52        | -10,3 %     | -              |
| 309. Alfa Romeo Spider                 | 51        | -57,1 %     | -              |
| 310. Mercedes Sprinter                 | 49        | -9,3 %      | -              |
| 311. Caterham                          | 46        | -27 %       | -              |
| 311ex. SsangYong Actyon                | 46        | -71,3 %     | -              |
| 313. Corvette C6                       | 44        | -61,1 %     | -              |
| 314. Mercedes Classe G                 | 43        | -15,7 %     | -              |
| 315. Aston Martin DB9                  | 42        | -42,9 %     | -              |
| 315ex. Opel Vectra                     | 42        | -97,7 %     | -              |
| 317. PGO Speedster                     | 40        | +150 %      | -              |
| 318. Nissan Patrol                     | 37        | -21,3 %     | -              |
| 319. Infiniti G                        | 36        | +800 %      | -              |
| 320. Hummer H3                         | 34        | -19,1 %     | -              |
| MARCHÉ                                 | 2 268 730 | +10,7 %     | 100 %          |